# Museum Maassluis
Museum Maassluis is een streekmuseum in de stad Maassluis, in de Nederlandse provincie Zuid-Holland. Het museum belicht de historie van de stad en beheert een collectie moderne kunst. Het gebouw is onderdeel van het beschermd stadsgezicht Maassluis.

## Geschiedenis

### Oudheidkamer periode

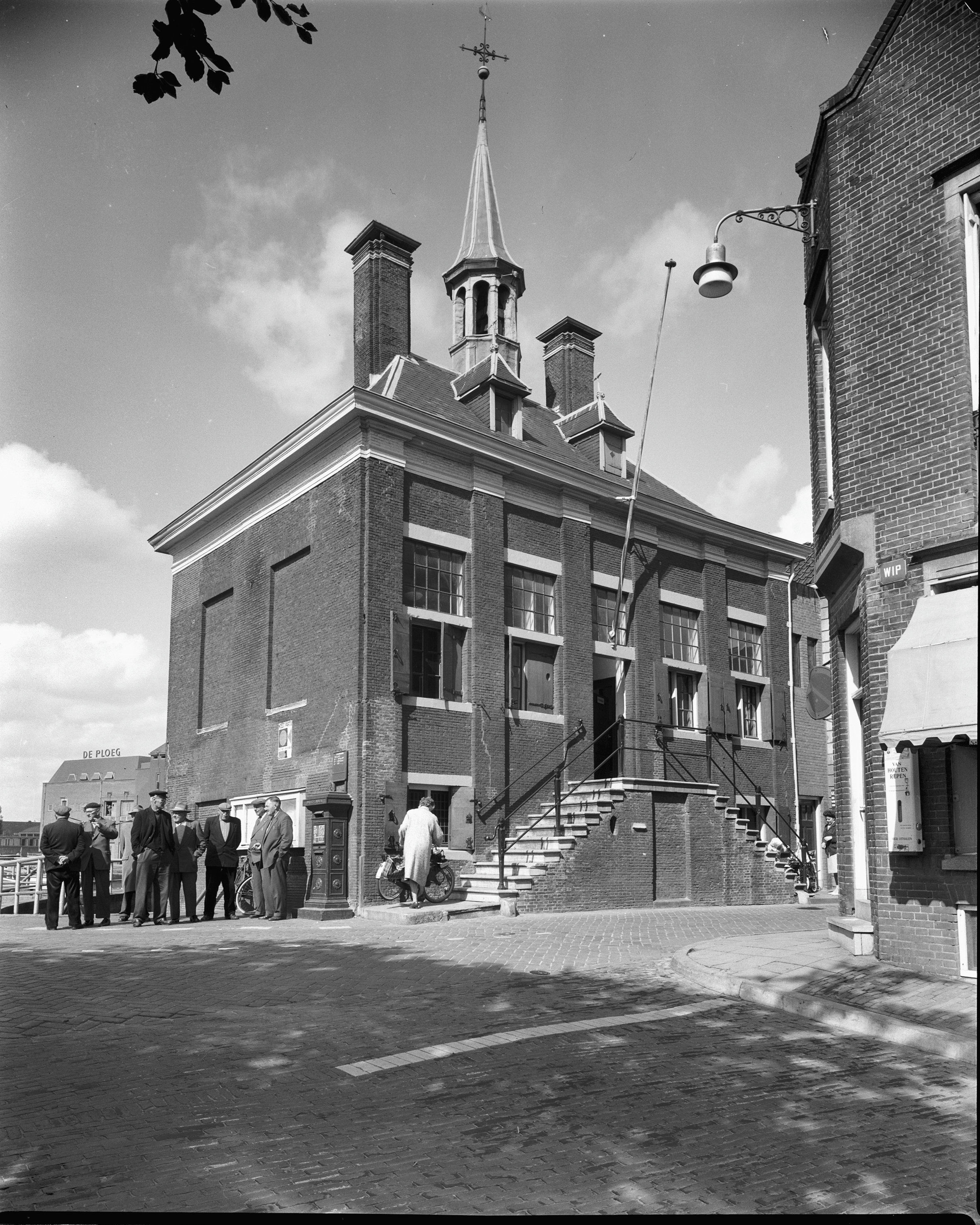
Oorspronkelijke locatie van het museum, toen nog oudheidskamer, in het Raadhuis. (Foto 1962).

Al jaren voordat er een museum bestond in Maassluis was er al een begin gemaakt met een collectie. Op initiatief van toenmalige burgemeester Dommisse werden er diverse historische voorwerpen in bruikleen genomen of geschonken. Deze voorwerpen waren opgeslagen op de Hoogstraat 3, gelegen naast en verbonden met het stadhuis. Deze locatie was niet toegankelijk voor het publiek.
Het museum begon na een beslissing van de gemeenteraad met ingang van 1 juni 1933 als 'Maassluissche oudheidskamer' en gemeentelijk museum op de zolder van het toenmalige stadhuis op de Hoogstraat 1. De eerste beheerder was gemeentebode J. Dammer die veel tijd besteedde aan het verkrijgen van voorwerpen voor het museum. Na zijn overlijden in 1937 werd hij opgevolgd door A. van den Boogaard. Het aantal voorwerpen in bezit van het museum bedroeg toen ongeveer 700.
Na het bombardement op Maassluis op 18 maart 1943 heeft het museum tijdelijk plaats moeten maken voor Bouwbureau Maassluis, dat belast was met de werkzaamheden in verband met de wederopbouw. De inventaris werd opgeslagen in de Minister Visserschool.  Later kwam de benedenverdieping van het oude raadhuis ter beschikking.
Gedurende de hele periode tot 1965 heeft het museum bestaan zonder enige vorm van subsidie, met uitzondering van 1964 toen er enkele honderden guldens werden geschonken ten behoeve van de aankoop van vitrines.
De vereniging Vrienden van het Museum Maassluis werd in 1968 opgericht om de museale activiteiten te ondersteunen en uit te dragen.

### Verhuizing
Omdat niet alle voorwerpen meer opgeslagen konden worden op de bestaande locatie werd in 1965 besloten om het museum te verhuizen van het voormalig raadhuis naar het gebouw aan de Zuiddijk. Het overgrote gedeelte van de collectie had toen nog betrekking op de historie van Maassluis en de visserij. Na een interne verbouwing werd de nieuwe vestiging in 1967 officieel geopend. Op dezelfde locatie was tot 1970 het VVV-kantoor gevestigd.

### Uitbreiding

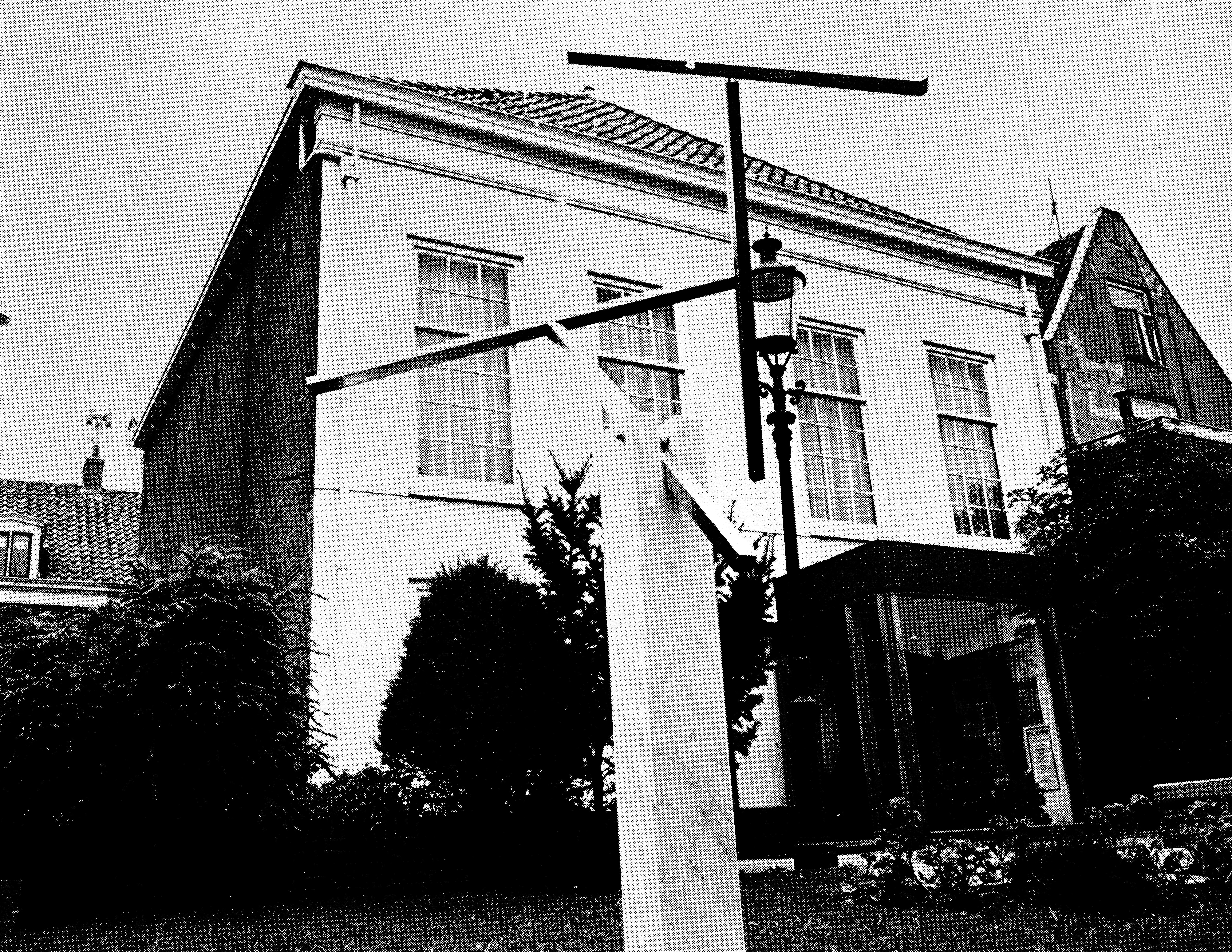
Zuiddijk 16 voor de uitbreiding

In 1985 werd het museum uitgebreid. Het naastgelegen  monumentale pand werd door middel van een tussenlid verbonden met het museum. Hier kwam de entree. Van 1987-2012 had een zolder de functie van kunstuitleen. Het museum besteedde in de jaren 1980 steeds meer aandacht aan voorlichting en educatie. In de jaren 1990 droeg schilder Otto B. de Kat tien werken van eigen hand over aan het museum. Ook tal van andere schenkingen door particulieren en organisaties gingen deel uitmaken van de Maassluise collectie. Er werden vaker wisselende tentoonstellingen georganiseerd.

### Privatisering
Omdat de gemeente haar begroting niet sluitend kreeg werd in 2010 besloten te bezuinigen, onder andere op het gemeentemuseum. In 2011 werd het museum door het gemeentebestuur gevraagd om met een plan te komen dat zou leiden tot een zelfstandig voortbestaan. Kwam dat er niet dan zou de subsidiëring gestaakt worden.
Een werkgroep kwam daarop met een advies dat inhield dat het museum door inzet van meer vrijwilligers met een veel lagere gemeentelijke bijdrage opengehouden zou kunnen worden. Eind 2012 werd een stichting opgericht die de verantwoordelijkheid voor het museum van de gemeente over zou kunnen nemen. 14 november 2013 was de privatisering een feit. Van de acht vaste medewerkers bleven er twee over.

## Gebouw
Het museum is ondergebracht in twee panden die aan de straatzijde door een tussenlid zijn verbonden. Zuiddijk 16 is als woonhuis gebouwd in 1883 en staat op de gemeentelijke monumentenlijst. Het tussenlid herbergt de museumentree met receptie.

### Renovatie
In november 2013 ging het museum een half jaar dicht voor een grote renovatie. Hierbij is de entree geheel vernieuwd. Ze werd als een ‘lampion’ vormgegeven, waardoor het museum zowel overdag als ’s avonds goed opvalt in het straatbeeld. De Dijkzaal is opnieuw ingericht waarbij vooral gebruikgemaakt werd van natuurlijke materialen zoals hardsteen en hout. Verder is de klimaatbeheersing en verlichting verbeterd en kwam er een keuken en een koffietafel. Ook de bij het complex behorende stadstuin kreeg een opknapbeurt.
Bij de renovatie is de gevel van het monumentale pand aan de binnenzijde geïsoleerd. Op enige afstand van de thermische voorzetwand werd een tweede wand geplaatst, waaraan kunstobjecten kunnen worden bevestigd. Deze wand is vrijgehouden van de vloer. Via plint en spouw tussen de twee voorzetwanden wordt de ventilatielucht afgezogen. Hierdoor is de temperatuur aan de voor- en achterzijde van de wand gelijk voor een verbeterde omgeving voor de kunstobjecten.
Op 24 mei 2014 vond de heropening plaats van het museum dat sindsdien Museum Maassluis heet. In hetzelfde jaar kreeg ook de Historische Vereniging Maassluis er een onderkomen.

### Expositieruimtes
Het museum beschikt over vier expositieruimtes: de Dijkzaal waar de lokale geschiedenis centraal staat, de Podiumzaal die tevens als vergaderruimte gebruikt wordt, de Tuinzaal waar de beeldende kunst tentoongesteld wordt en het De Vrieskabinet waar een wisselend deel uit de collectie geschonken kunstwerken tentoongesteld wordt.
In de beeldentuin staan diverse sculpturen, zoals bijvoorbeeld Energie van Jan de Winter.

## Collectie
De kern van het museum is de historische collectie. Daarnaast is er een verzameling moderne kunst met vooral schilderijen, tekeningen en aquarellen. Hoewel er al in 1968 dertien kunstwerken werden aangekocht op diverse verkoopexposities, bestaat het overgrote deel van de collectie uit schenkingen. Ze waren vaak de aanleiding tot een tentoonstelling. De museum verzameling werd vooral gevormd door donaties van kunstwerken door Jac. de Vries, Jan van Heel, Marike van Heel-Poort en Jeanne Bieruma Oosting.

### Collectie moderne kunst
De aanzet tot een collectie moderne kunst werd in 1970 gegeven door een echtpaar uit Delft. 
Zij schonken veertig kunstwerken van onder andere Jan van Heel en Charles Eyck. In 1974 werd tevens een albasten vrouwenkopje geschonken van de in België geboren Jules Vermeire die tot de 'Nieuwe Haagse School' gerekend kan worden. In 1975 volgde een groot doorwerkt schilderij van Hans van der Lek: Between the devil and the deep blue sea.
Het museum richt zich vooral op figuratieve kunst; de collectie bestaat uit werken van kunstenaars die rond 1900 werden geboren, figuratief schilderden en dat ook bleven doen nadat abstracte kunst dominant werd. Met name richt het zich op kunstenaars uit eigen stad, waaronder Henk Fortuin en de leden van de vereniging Maassluise Kunstenaars. Er is echter ook veel werk van kunstenaars uit de regio en daarbuiten. Verder behoren kunstwerken van buitenlandse kunstenaars tot de collectie.
De verzameling abstracte kunst bevat werk van onder meer Jaap Nanninga, Sierk Schröder, Kees Verwey en Piet Ouborg.

### Historische collectie
De historische collectie van het museum bevat stukken die een indruk geven van de ontwikkeling van de plaats gedurende afgelopen eeuwen tot heden. Collecteschalen, glaswerk, onderdelen van de lokale klederdracht, rouwsieraden en scheepsmodellen worden getoond. Ook zijn er attributen die een relatie hebben met de visserij, sleepvaart of verdwenen plaatselijke beroepen. Ook oude schilderijen en prenten, boeken en ansichtkaarten vervaardigd door Maassluizers of waarin Maassluis een belangrijke rol speelt maken deel uit van de historische verzameling.
In 1947 zijn objecten uit de voormalige Maassluise synagoge in de collectie opgenomen. Deze voorwerpen waren in 1933 na de sluiting van de Maassluise synagoge aan de Rotterdamse synagoge overgedragen en werden na de oorlog aan het museum geschonken.

## Afbeeldingen

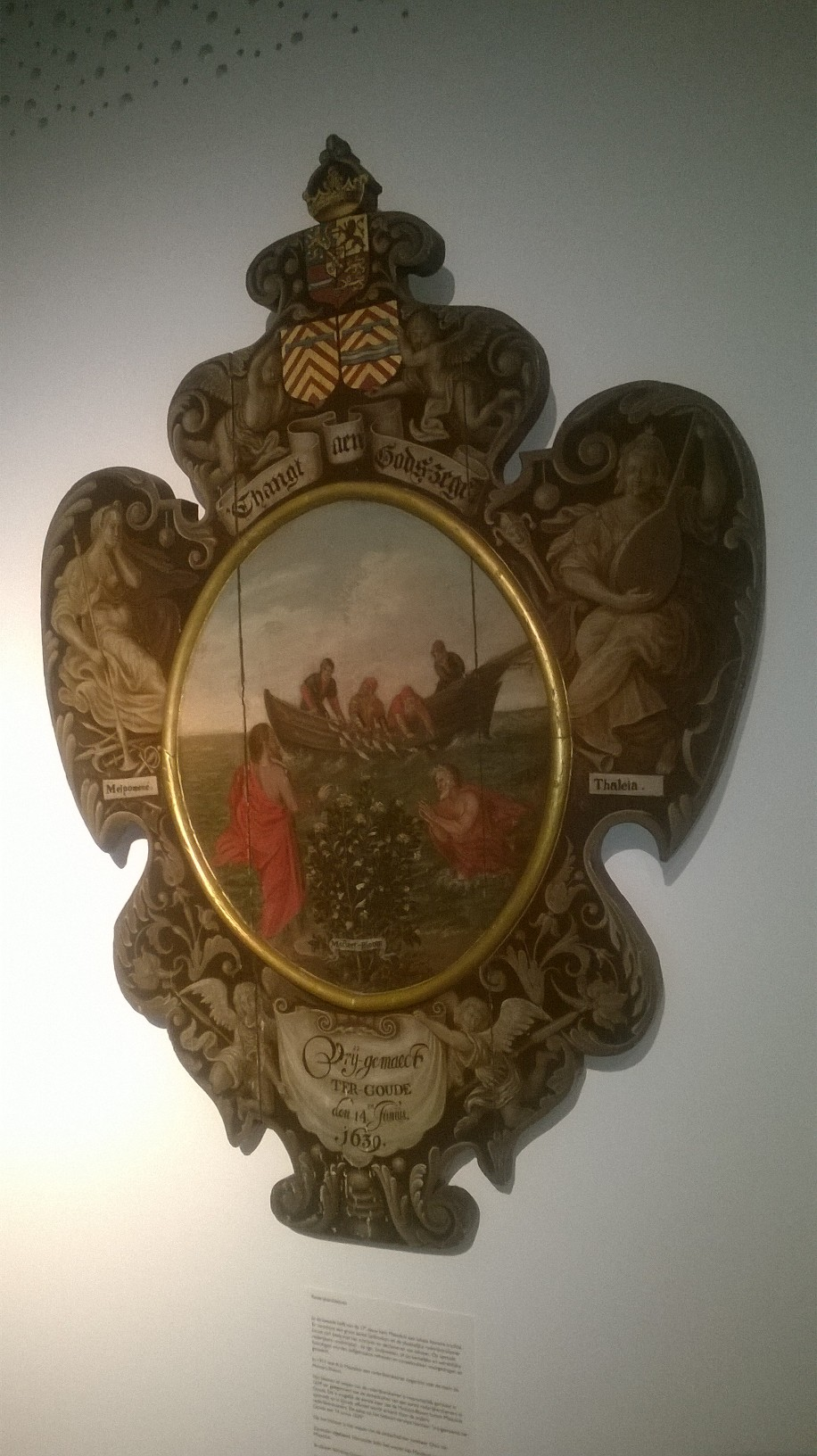
Rederijkersblazoen uit de 17e eeuw
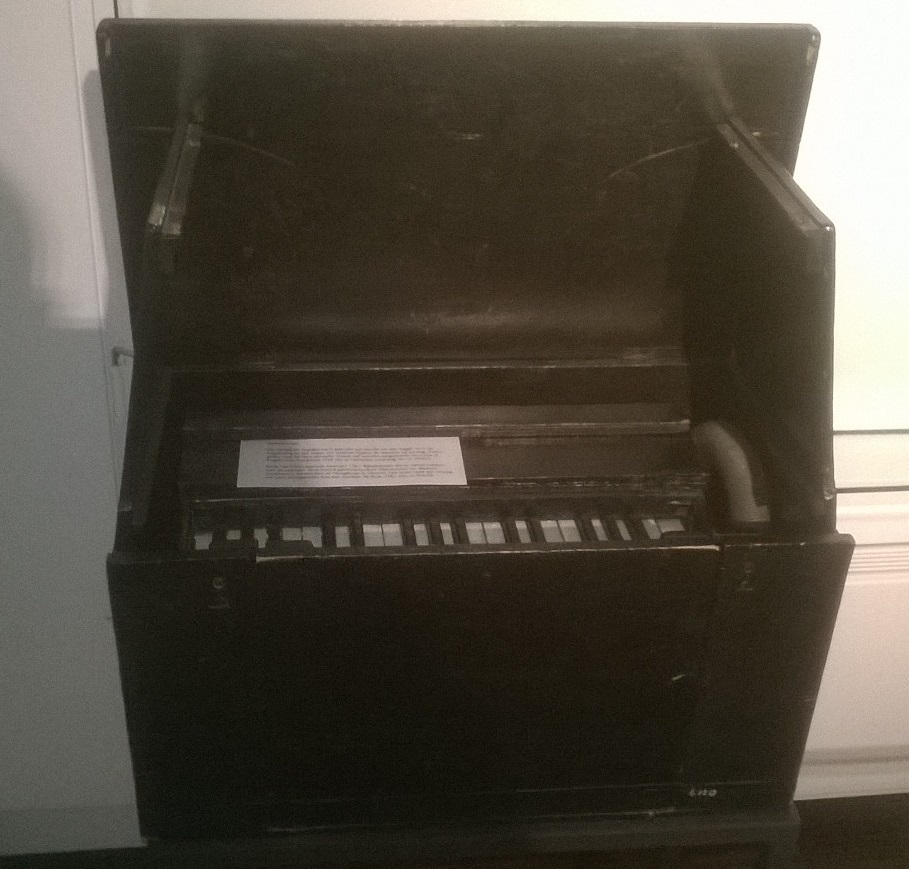
Inklapbaar scheepsorgel. Gebruikt op een logger
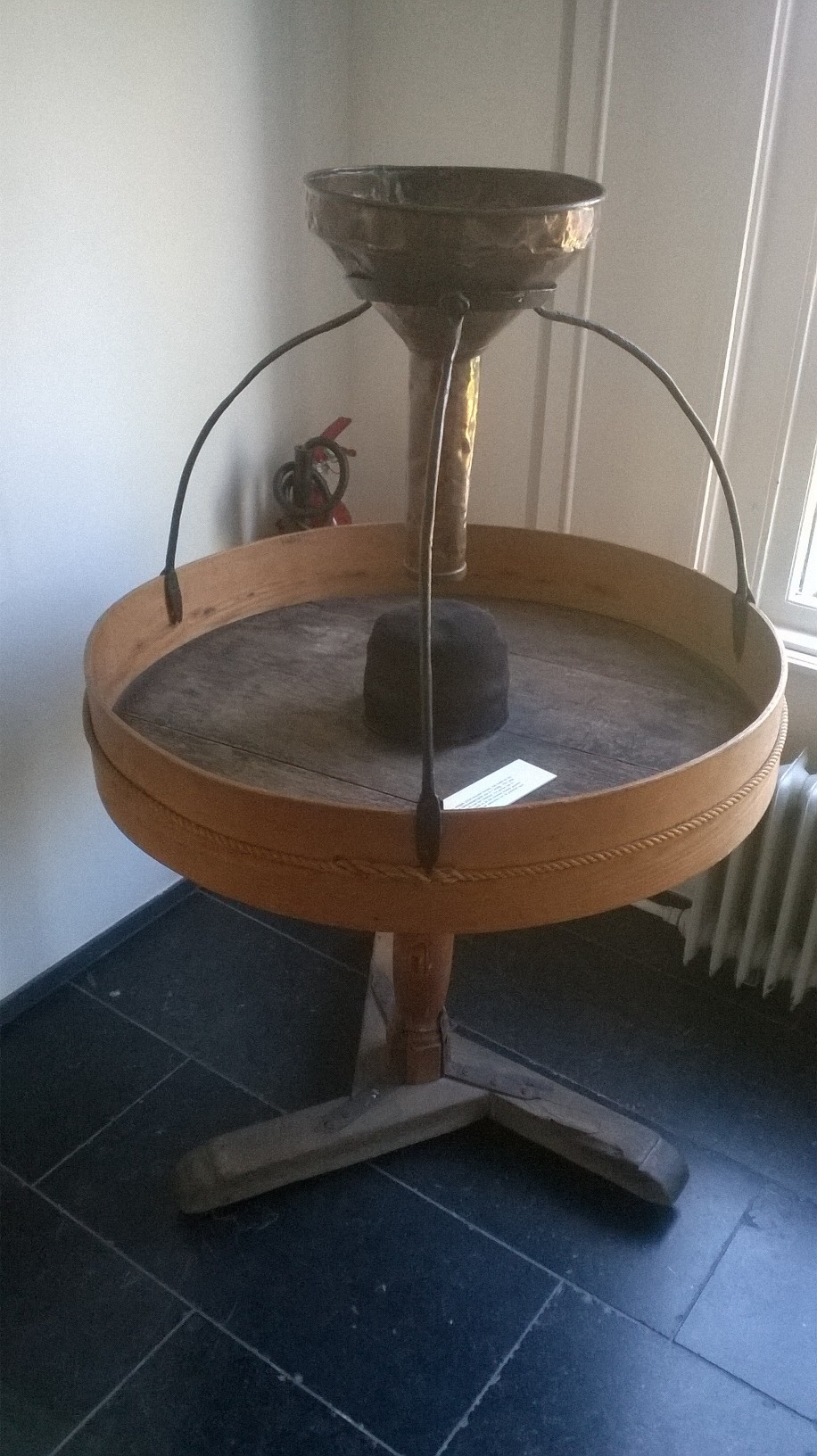
Smakbak, zoals gebruikt werd in het zakkendragershuisje.[11] Met dobbelstenen werd bepaald wie er werk had.
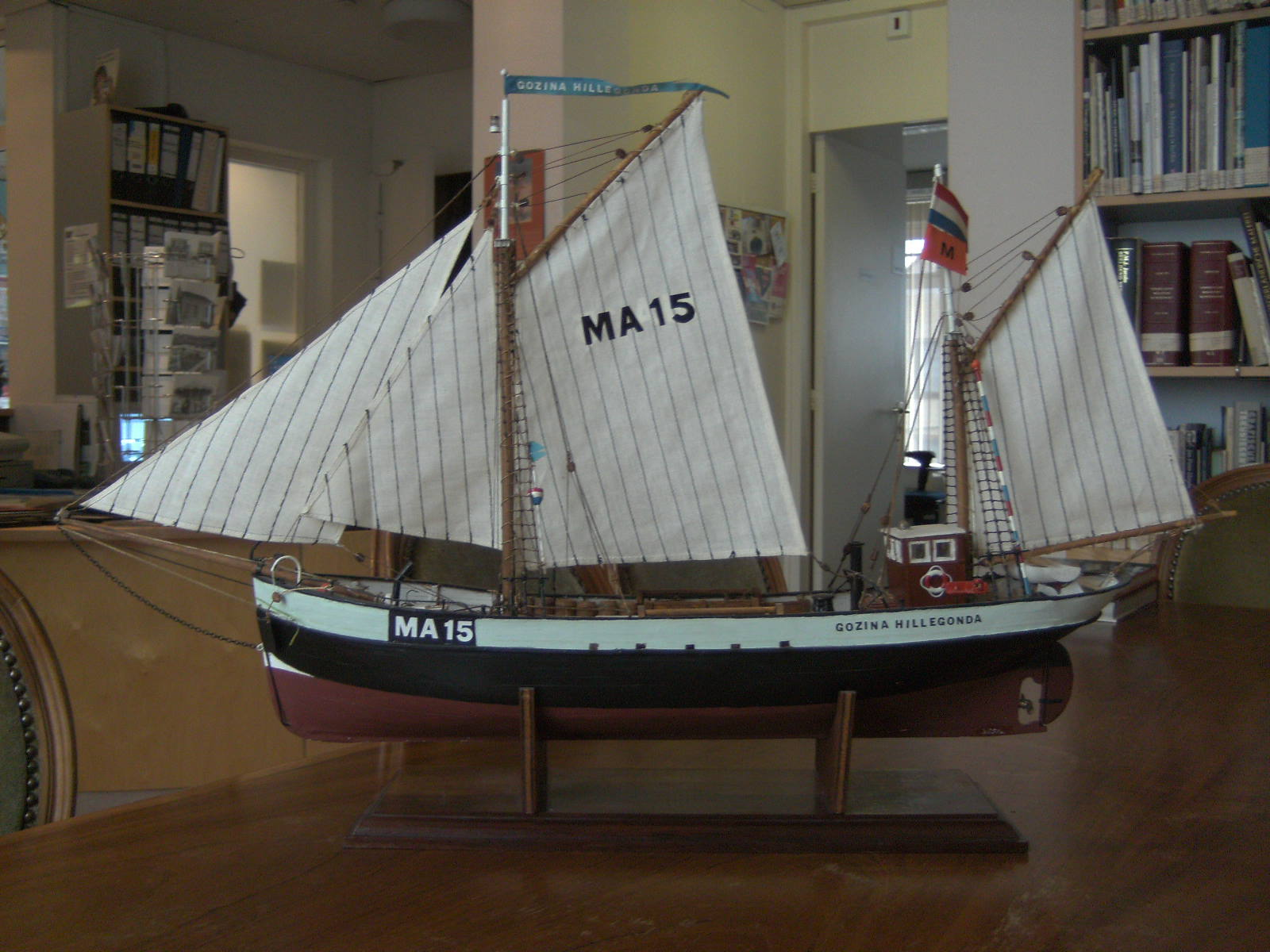
Scheepsmodel uit de historische collectie
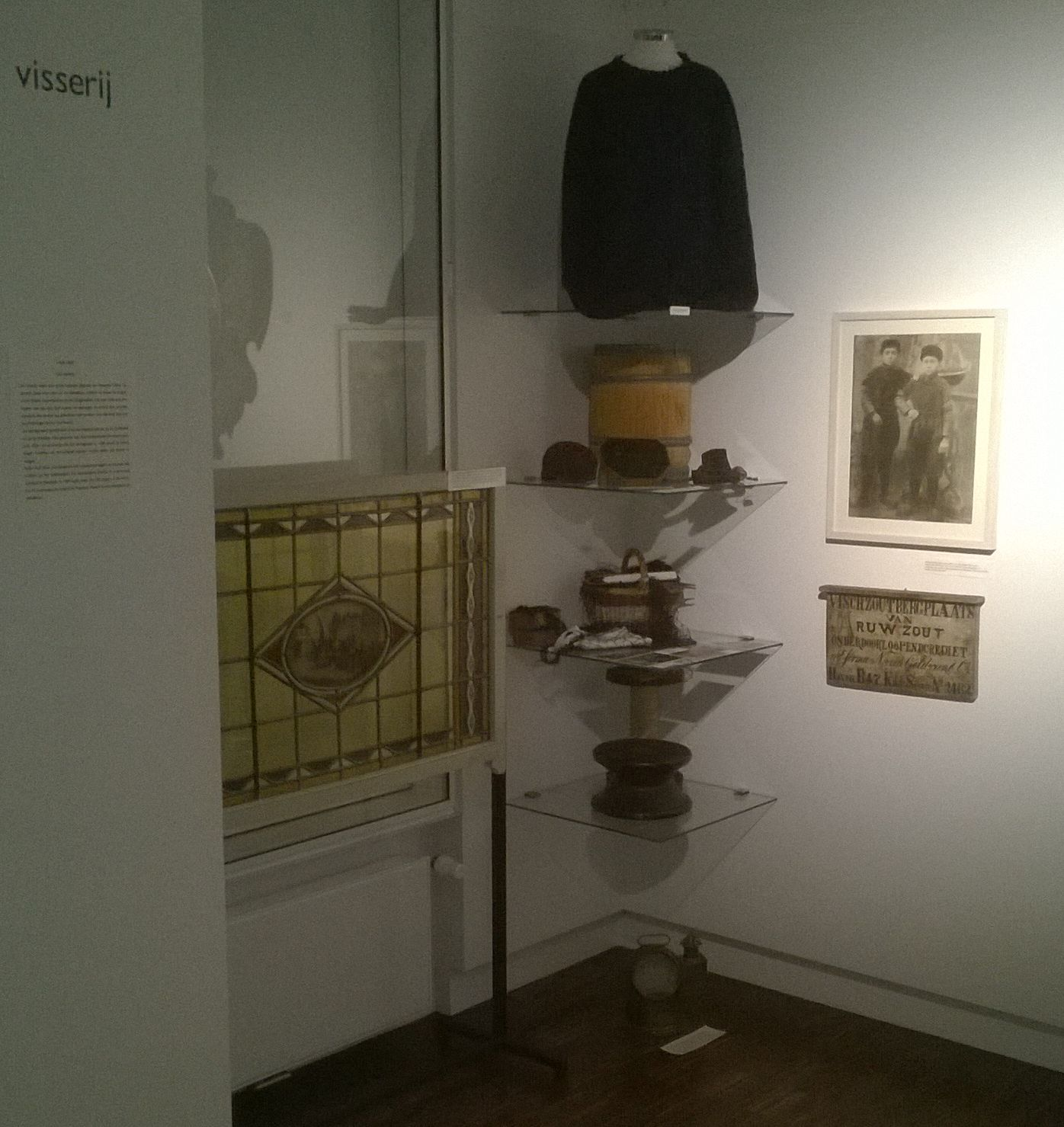
Selectie van de visserij collectie.

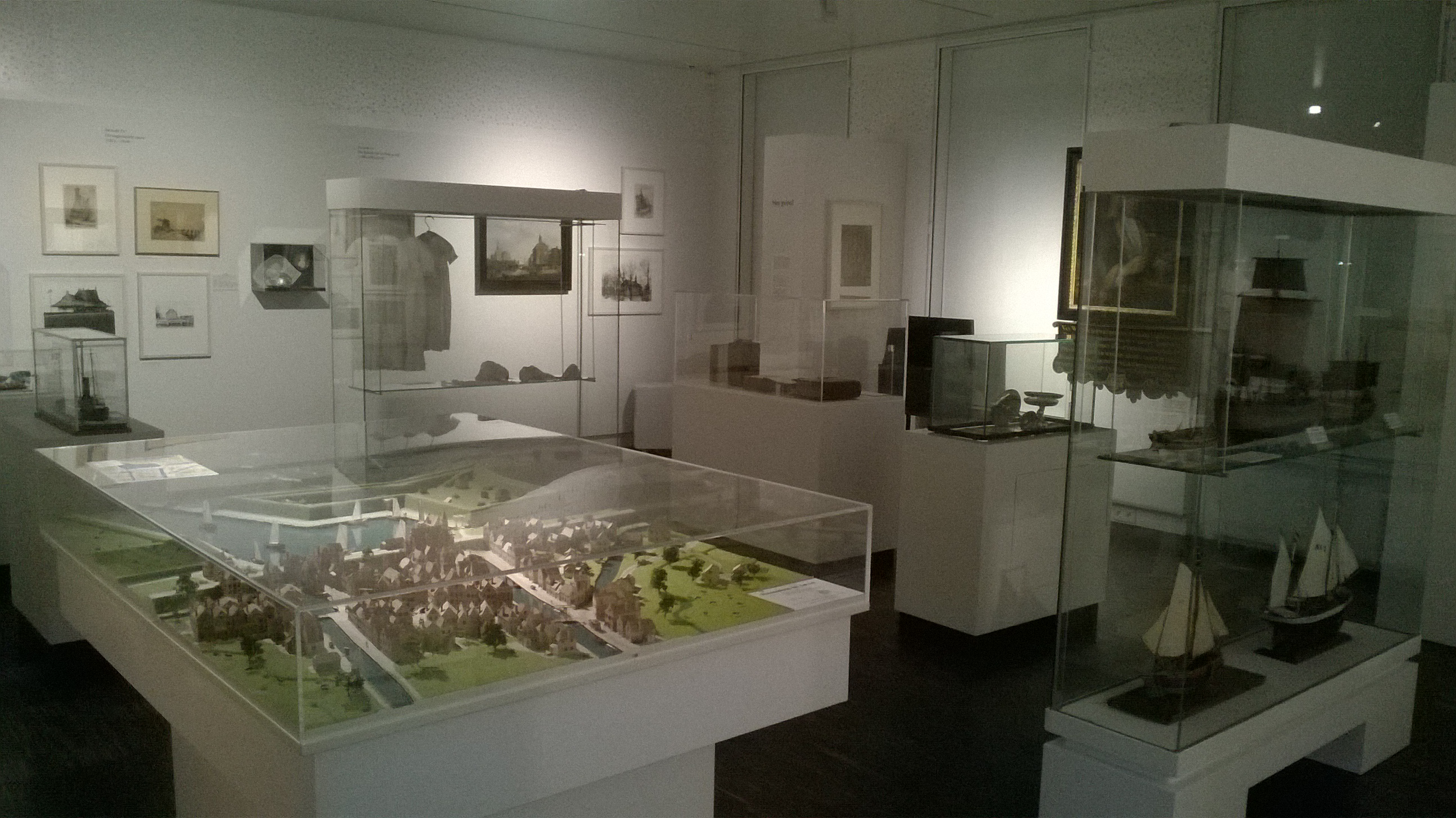
Dijkzaal, met historische voorwerpen
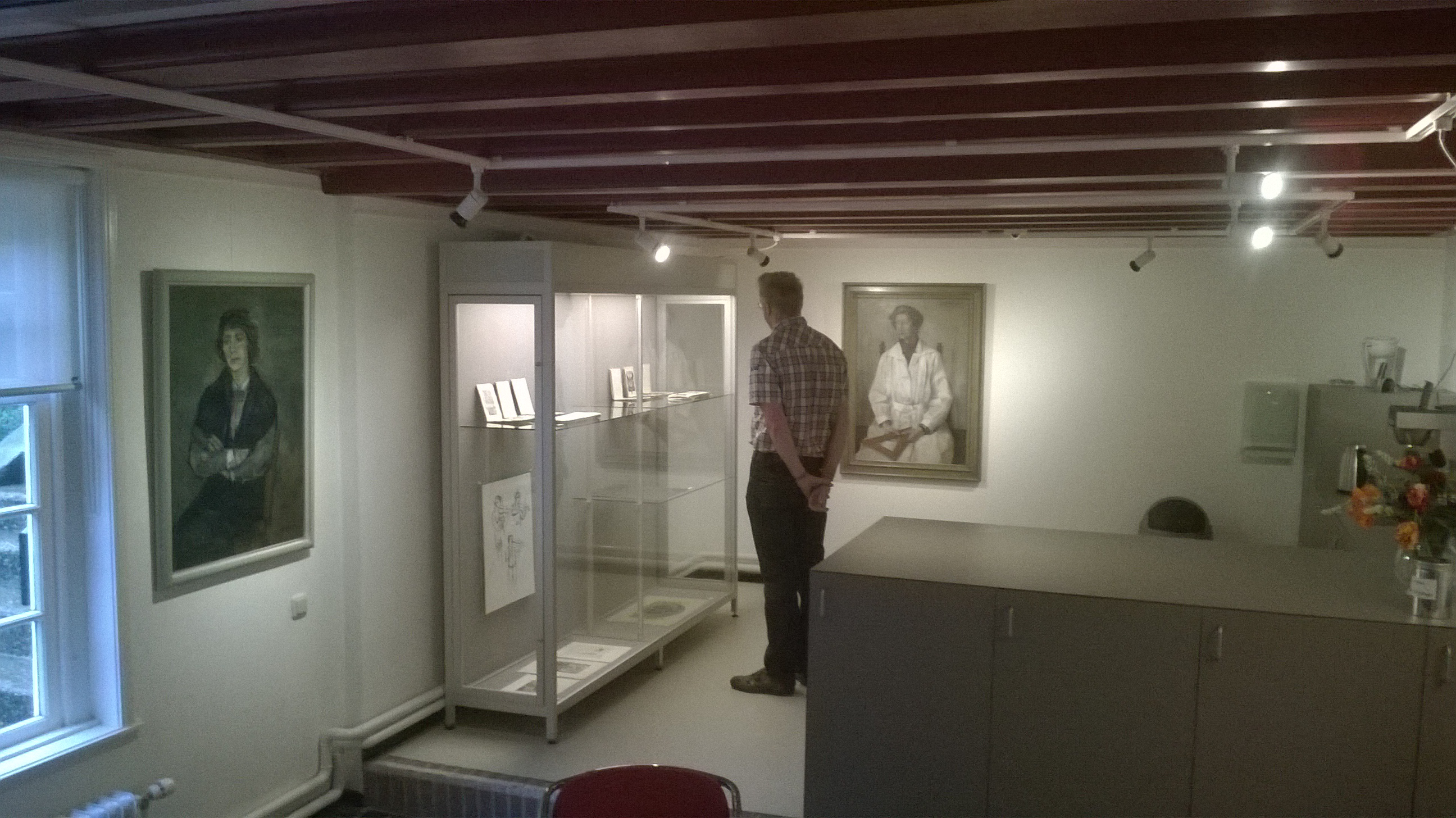
Podiumzaal
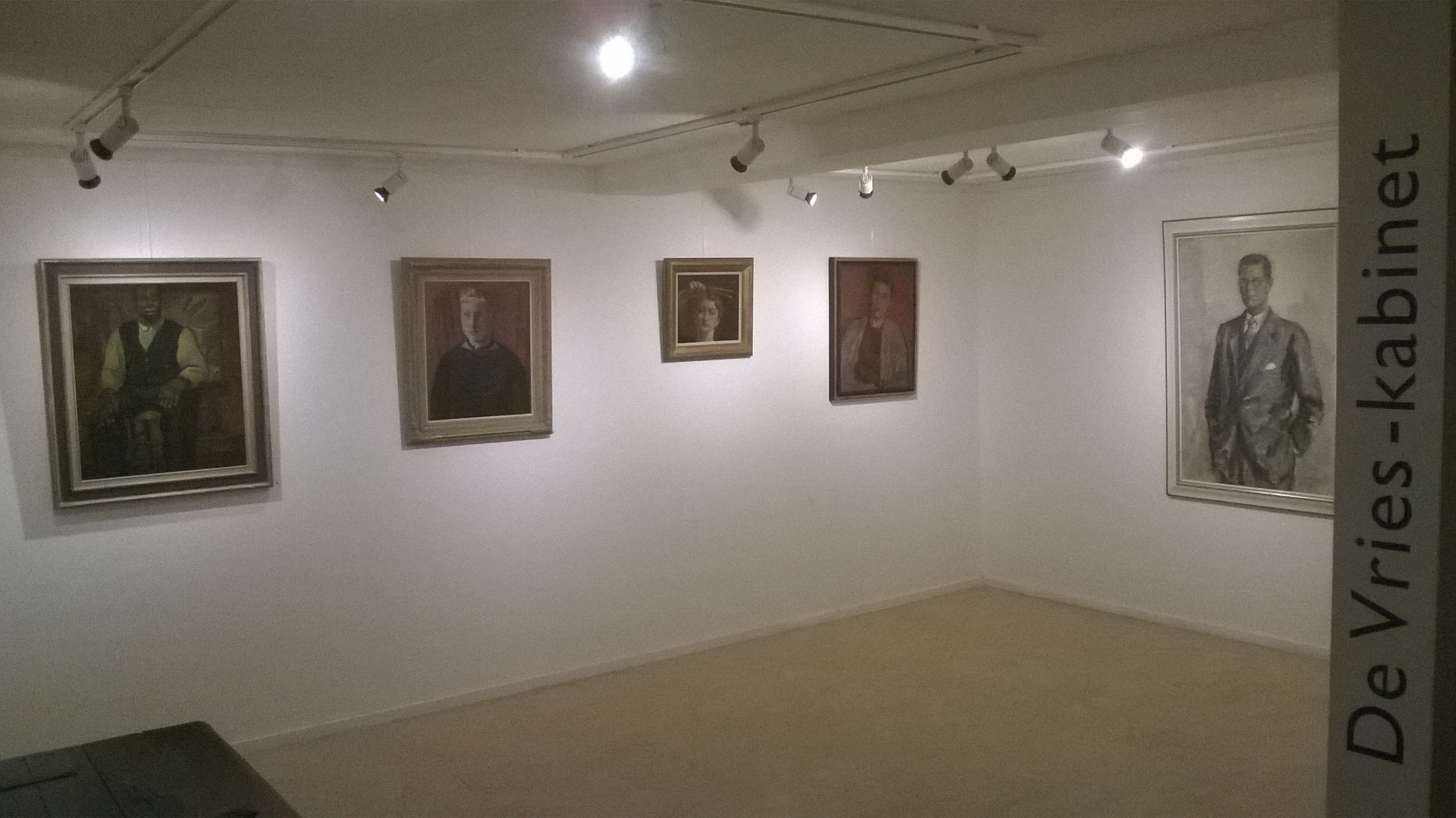
De Vrieskabinet, met geschonken kunstwerken
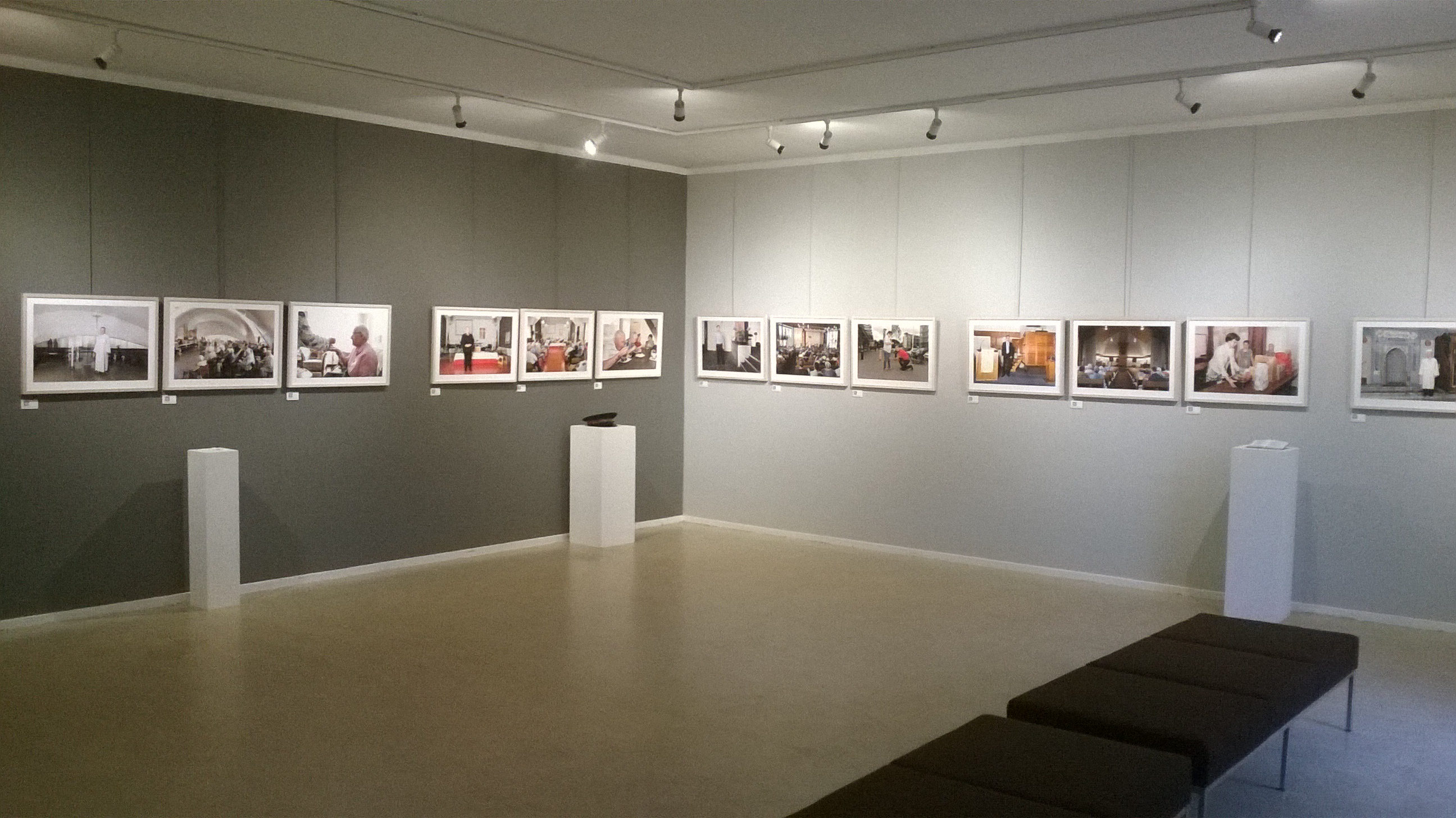
Tuinzaal. Op het moment van de opname is de tentoonstelling "Strijd om het geloof" te zien.
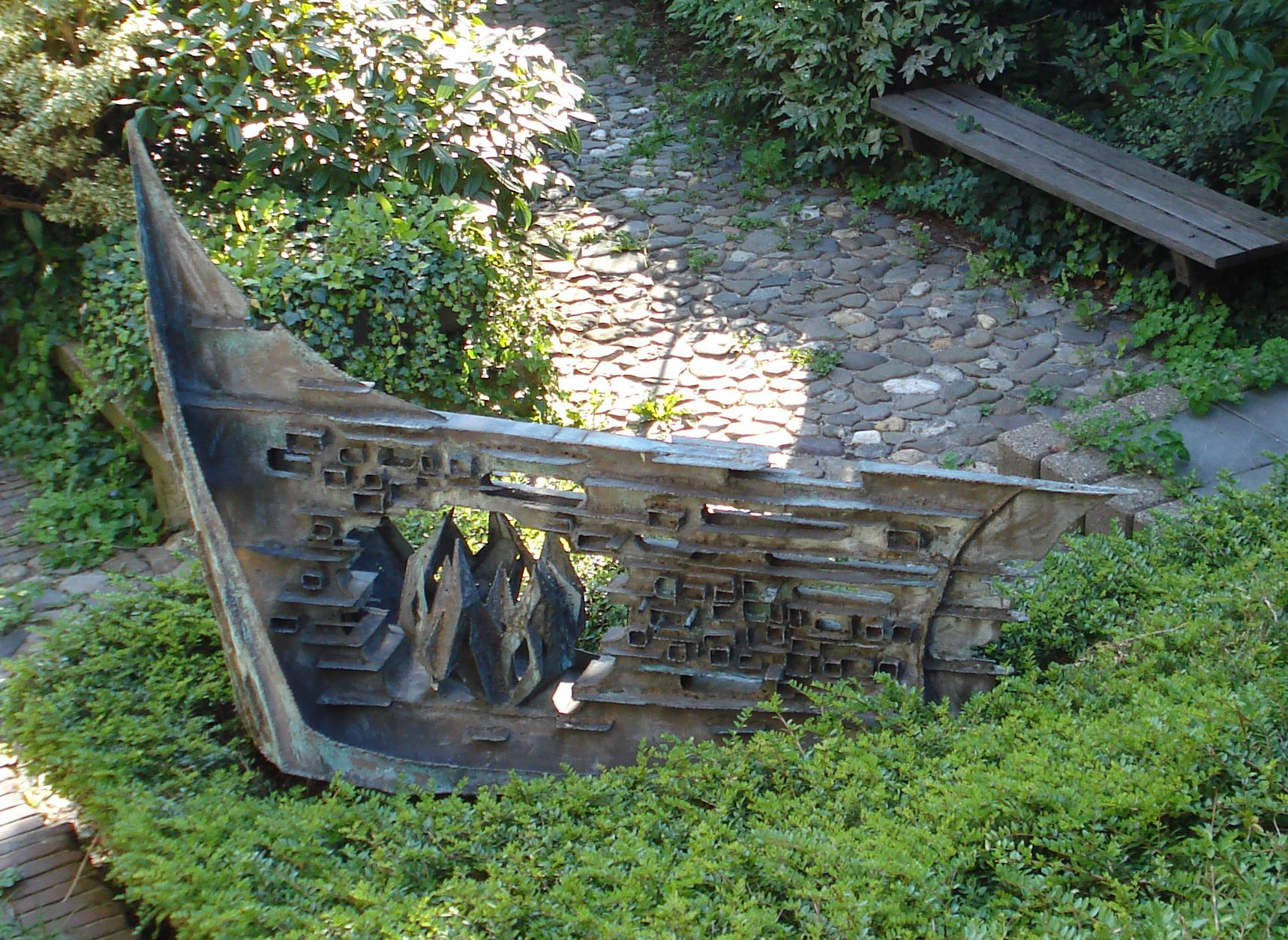
Energie van Jan de Winter in de beeldentuin

## Tentoonstellingen (selectie)
- Joods leven in Maassluis (2000); een tentoonstelling over het leven van de Joden in Maassluis van 1688 tot 1942.[12]
- De Strijd om de Onafhankelijkheid (2012); eerste deel van de tentoonstelling 'De strijd van Maassluis', over de strijd om de onafhankelijkheid. In 1614 maakte Maassluis zich na jaren los van Maasland.[13]
- Waar het hart vol van is (2013); een bonte mengeling van beeldende kunst, Maassluise historie en kunstnijverheid[14]
- Strijd om het Geloof (2015); tweede deel van de tentoonstelling 'De strijd van Maassluis' over onder meer het psalmenoproer en over de katholieken die na jaren strijd een eigen kerk mochten bouwen en de Joden die al ver voor de Tweede Wereldoorlog de stad hadden verlaten.[15]